# Cazierius paradoxus
Espèce
Cazierius paradoxus est une espèce de scorpions de la famille des Diplocentridae.

## Distribution
Cette espèce est endémique de la province de Holguín à Cuba. Elle se rencontre vers Moa.

## Description
Le mâle holotype mesure 26,2 mm et les femelles de 27 à 32,8 mm.

## Publication originale
- Teruel & Díaz, 2004 : La subfamilia Diplocentrinae (Scorpiones: Scorpionidae) en Cuba. Primera parte: Heteronebo nibujon Armas 1984 y descripción de una especie nueva del género Cazierius Francke 1978. Revista Ibérica de Aracnología, vol. 9, p. 191–203 (texte intégral).